# إيفان آسين الثاني
إيفان أسين الثاني (يُنطق أيضًا; Йоан Асен II, يوان أسين الثاني؛ في الإنجليزية وأحيانًا كان يُعرف بـ جون أسين الثاني، هو إمبراطور (قيصر) بلغاريا في الفترة من عام 1218م حتى 1241م، خلال الإمبراطورية البلغارية الثانية.
كان إيفان آسين الثاني، المعروف أيضًا باسم جون آسين الثاني أو جون أسان الثاني، (وُلد في تسعينيات القرن الثاني عشر – وتوفي في مايو/يونيو 1241)، إمبراطور (قيصر) بلغاريا من 1218 إلى 1241. كان طفلًا حين قُتل والده إيفان آسين الأول في عام 1196 – وهو أحد مؤسسي الإمبراطورية البلغارية الثانية. حاول أنصاره تأمين العرش له بعد مقتل عمه، كالويان، في عام 1207، لكن بوريل، ابن شقيق كالويان الآخر، تغلب عليهم. فر إيفان آسين من بلغاريا واستقر في الإمارات الروسية.
لم ينجح بوريل في تعزيز حكمه أبدًا مما مكّن إيفان آسين من حشد جيشٍ والعودة إلى بلغاريا. استولى على تارنوفو وأفقد بوريل بصره عام 1218. في البداية، دعم الشراكة الكاملة للكنيسة البلغارية مع البابوية وأبرم تحالفات مع القوى الكاثوليكية المجاورة، المجر وإمبراطورية القسطنطينية اللاتينية. بعد عام 1228، حاول نيل الوصاية على الإمبراطور اللاتيني بالدوين الثاني البالغ من العمر 11 عامًا، لكن الأرستقراطيين اللاتين لم يدعموا إيفان آسين. ألحق هزيمة ساحقة بثيودور كومنين دوكا حاكم إمبراطورية ثيسالونيكة، في معركة كلوكوتنيتسا عام 1230. سرعان ما انهارت إمبراطورية ثيودور واحتل إيفان آسين مناطق شاسعة من مقدونيا وتيساليا وتراقيا.
تمكن إيفان آسين بعد السيطرة على حركة التجارة عبر طريق فيا إغناتيا من تنفيذ مخطط الإعمار الطموح في تارنوفو وسكَّ العملات الذهبية في دار السك الجديدة خاصته في أوهريد. بدأ مفاوضاتٍ حول عودة الكنيسة البلغارية إلى الأرثوذكسية بعد أن انتخب بارونات الإمبراطورية اللاتينية جون دي بريين وصيًا على بالدوين الثاني في عام 1229. أبرم إيفان آسين وإمبراطور نيقية، جون الثالث فاتاتزس، تحالفًا ضد الإمبراطورية اللاتينية في اجتماعهم عام 1235. خلال اللقاء نفسه، مُنحت رتبة بطريرك لرأس الكنيسة البلغارية إشارةً إلى استقلالها الذاتي. جمع إيفان آسين وفاتاتزس قواتهما في الهجوم على القسطنطينية، لكن الأول أدرك أن فاتاتزس سيستفيد من سقوط الإمبراطورية اللاتينية كامل الاستفادة وقطع تحالفه مع نيقية في عام 1237. بعد أن غزا المغول سهول بونتيك، هربت مجموعات عدة من شعب الكومان إلى بلغاريا.

## حكمه

### التوطيد
لا يوجد توثيق دقيق للعقد الأول من حكم إيفان آسين. وصل أندرو الثاني ملك المجر إلى بلغاريا أثناء عودته من الحملة الصليبية الخامسة في أواخر عام 1218. لم يسمح إيفان آسين للملك بعبور البلاد إلى أن تعهد أندرو بتزويج ابنته ماريا له. شمل مهر ماريا منطقة بلغراد وبرانيتشيفو، التي طال النزاع على حيازتها لعقود بين الحكام المجريين والبلغاريين.
عندما كان روبرت دي كورتيناي، الإمبراطور اللاتيني المنتخب حديثًا، قادمًا من فرنسا إلى القسطنطينية في عام 1221، رافقه إيفان آسين عبر بلغاريا. زود أيضًا حاشية الإمبراطور بالطعام والعلف. ظلت العلاقة بين بلغاريا والإمبراطورية اللاتينية سلمية في عهد روبرت. أبرم إيفان آسين السلام أيضًا مع حاكم إبيروس، ثيودور كومنين دوكا، الذي كان من ألد أعداء الإمبراطورية اللاتينية. تزوج مانويل دوكا، شقيق ثيودور، من ماري، ابنة إيفان آسين غير الشرعية، في عام 1225. تُوج ثيودور، الذي اعتبر نفسه الخليفة الشرعي للأباطرة البيزنطيين، نحو عام 1226. 
بعد وفاة روبرت، إمبراطور اللاتين، خلفه شقيقه بالدوين الثاني، البالغ من العمر 11 عامًا، في يناير 1228. اقترح إيفان آسين تزويج ابنته، هيلين، للإمبراطور الشاب، لأنه أراد زعم أحقية الوصاية على العرش. وعد أيضًا بتوحيد قواته مع اللاتين لاستعادة الأراضي التي فقدوها لصالح ثيودور كومنين دوكا. بدأ اللوردات اللاتين بمفاوضاتهم على عرض إيفان آسين ولو أنهم لم يرغبوا في قبوله، وذلك في محاولة منهم لتجنب صراع عسكري معه. في الوقت نفسه، عرضوا الوصاية على ملك القدس السابق، جون دي بريين، الذي وافق على مغادرة إيطاليا والمجيء إلى القسطنطينية، لكنهم أبقوا اتفاقهم سرًا لسنوات. دُوّن عرض إيفان آسين للاتين من قِبل المؤلفين الفينيسيين فقط الذين جمعوا سجلاتهم التاريخية بعد عقود من الأحداث – وهم مارينو سانودو وأندريا داندولو ولورنزو دي موناسيس – لكن موثوقية سجلاتهم تحظى بقبول واسع النطاق من قِبل المؤرخين المعاصرين. 
تدهورت العلاقة بين بلغاريا والمجر في أواخر عشرينيات القرن الثالث عشر. بعد فترة وجيزة من إلحاق المغول هزيمة خطيرة بالجيوش الموحدة لأمراء الروس وزعماء قبائل الكومان في معركة نهر كالكا عام 1223، اعتنق زعيم قبيلة الكومان الغربية، بوريسيوس، الكاثوليكية في حضرة وريث أندرو الثاني وشريكه في الحكم بيلا الرابع. ذكر البابا غريغوري التاسع في رسالة له أن أولئك الذين هاجموا معتنقي الكاثوليكية من الكومان كانوا أيضًا أعداءً للكنيسة الرومانية الكاثوليكية، فوفقًا لمادغيرو، قد يكون ذلك إشارة إلى هجوم سابق شنه إيفان آسين. لربما حاولت القوات المجرية الاستيلاء على فيدين سابقًا في عام 1228، لكن تاريخ الحصار غير مؤكد، وربما لم يحدث حتى عام 1232.

### التوسع
غزا ثيودور كومنين دوكا بلغاريا بشكل غير متوقع على طول نهر ماريتسا في أوائل عام 1230. اشتبك الجيشان الإبيروتي والبلغاري في كلوكوتنيتسا في مارس أو أبريل. قاد إيفان آسين شخصيًا قوات الاحتياط، بما في ذلك 1,000 رامٍ للسهام من الكومان. رفع نسخته الخاصة من معاهدة السلام مع ثيودور عاليًا في الهواء حين كان يتقدم في المعركة إشارةً منه على خيانة خصومه. كان هجومهم المفاجئ على الإبيروتيين كفيلًا بانتصاره. أسر البلغاريون ثيودور وكبار مسؤوليه واستولوا على الكثير من الغنائم، لكن إيفان آسين أطلق سراح الجنود العاديين. تسبب إيفان آسين بالعمى للإمبراطور الأسير بعد أن حاول الأخير تدبير مؤامرة ضده. أُخبر الحاخام الإسباني جاكوب أروفي أن إيفان آسين أمر في البداية اثنين من اليهود بحرمان ثيودور من بصره، لأنه كان على دراية باضطهاد الإمبراطور لليهود في إمبراطوريته، لكنهم دحضوا ذلك، مما تسبب بإلقائهما من فوق جرفٍ.
أصبحت بلغاريا القوة المهيمنة في جنوب شرق أوروبا بعد معركة كلوكوتنيتسا. اجتاحت قواتها أراضي ثيودور واحتلت العشرات من بلدات شعب الإبيروت. استولوا على أوهريد وبريليب وسيرس في مقدونيا وأدريانوبل وديموتيقة وبلوفديف في تراقيا، احتلوا أيضًا فلاتشيا الكبرى في تيساليا. ضُمت أيضًا مملكة ألكسيوس السلافية في جبال رودوب. وضع إيفان آسين الحاميات البلغارية في المعاقل المهمة وعين رجاله للسيطرة عليها وتحصيل الضرائب منها، مع استمرار المسؤولين المحليين في إدارة أماكن أخرى من الأراضي المحتلة. استبدل الأساقفة البلغاريين بالأساقفة اليونانيين في مقدونيا. قدم منحًا سخية للأديرة على جبل آثوس أثناء زيارته هناك عام 1230، لكنه لم يستطع إقناع الرهبان بالاعتراف بسلطة رئيس الكنيسة البلغارية. تولى زوج ابنته، مانويل دوكا، السيطرة على إمبراطورية ثيسالونيكة. شنت القوات البلغارية أيضًا غارة نهبٍ على صربيا، لأن ستيفان رادوسلاف، ملك صربيا، دعم ثيودور، والد زوجته، ضد بلغاريا.
ضمنت غزوات إيفان آسين السيطرة البلغارية على طريق إغناتيا (الطريق التجاري الهام بين ثيسالونيكة ودورازو). أنشأ دار سكٍ في أوهريد، بدأت في سك العملات الذهبية. مكنته إيراداته المتزايدة من إنجاز مخطط الإعمار الطموح في تارنوفو. أحيت كنيسة الأربعين شهيدًا بواجهتها المزينة بالبلاط الخزفي والجداريات انتصاره في كلكوتنيتسا. وُسّع القصر الإمبراطوري على تل تسارفيتس. عرض نقشٌ تذكاري على أحد أعمدة كنيسة الأربعين شهيدًا غزوات إيفان آسين. أشار النقش إليه على أنه «قيصر البلغاريين واليونانيين وبلدان أخرى»، مما يوحي بأنه كان يخطط لإحياء الإمبراطورية البيزنطية تحت حكمه. نصب نفسه أيضًا إمبراطورًا في رسالة المنحة التي قدمها إلى دير فاتوبيدي على جبل آثوس وفي ميثاقه الدبلوماسي حول امتيازات تجار راغوزا. ختم مواثيقه بالختم الذهبي محاكاةً للأباطرة البيزنطيين. أظهره أحد أختامه مرتديًا رموزًا إمبراطورية، مما كشف أيضًا عن طموحاته الإمبراطورية.

## فترات الحكم الأولى
هو ابن إيفان أسين الأول إمبراطور بلغاريا، ووالدته هي إيلينا (يرجع اسمها إلى الاسم الديني يفجينجيا). في بعض الأحيان يزعُم البعض أن إيلينا، التي ظلت على قيد الحياة حتى بعد عام 1235م، هي ابنة ستيفان نيمانيا ملك صربيا، ولكن تظل هذه العلاقة موضع شكك وتساؤل، وربما كانت السبب في وجود العديد من الموانع الكنسية التي تمنع الزواج بين أحفاد مختلفة النسب. كما يُعد والده واحدًا من مؤسسي سلالة أسين الحاكمة والإمبراطورية البلغارية الثانية. وفي ظل حكم إيفان أسين الثاني، ظلت الإمبراطورية البلغارية القوة المسيطرة والمهيمنة في البلقان قرنًا كاملًا منذ عام 1230م حتى 1241م.
وبعد وفاة عمه كالويان عام 1207م، اغتصب ابن عمه بوريل العرش، حيث استولى على الحكم عنوةً، وبذلك أُجبر إيفان على الفرار إلى الإمارة الروسية آنذاك تحت حكم غاليسيا-فولهنيا. وبمساعدة الإمارة الروسية، استطاع العودة إلى بلغاريا عام 1218م، بعد أن نجح في الإطاحة بابن عمه وبذلك تُوج إيفان الإمبراطور الرسمي للبلاد. وبتوليه العرش، بدأ إيفان في معالجة الخسائر التي لحقت ببلغاريا خلال حكم بوريل وتعويضها.

## نظرة عامة
لسبب وجيه، يُعد إيفان أسين واحدًا من أهم وأنجح حكام بلغاريا. حيث شملت أعماله استعادة البَطْرِيَرْكِيّة البلغارية المستقلة عام 1235م (بعد صراع طويل منذ عام 1018م)، كما سَكّ أول عملة بلغارية ذهبية ونحاسية أصلية غير مُقلدة، وقمع القوى المركزية التي هددت البلاد وأرهقتها خلال عهد سَلَفه، فضلاً عن اتساع الحدود البلغارية في جميع الاتجاهات. كما سعى إيفان أسين الثاني على تعزيز فعالية بلاده ونفوذها من خلال توفير مستوى معين من الرقابة الإدارية وإبرام الاتفاقيات والمعاهدات التجارية مع جمهورية راغوزا (حديثًا تُعرف بـدوبروفنيك)، وهي مدينة تابعة لبلدة البندقية. عُرف بقدرته الفريدة على ضبط النفس أثناء خوضه الحروب في ميدان المعركة، وكانت وسيلته لمواجهة التحديات الصعبة هي اللجوء للحلول الدبلوماسية. ولكن على الرغم من ذلك، تكشف سياسته عن متناقضات وتباينات كبيرة، خاصًة في علاقته ومعاملاته تجاه نيقية والإمبراطورية اللاتينية. ويمكن القول إن إيفان أسين الثاني نفسه لم يستطع تحديد أي من هذين الخصمين أكثر خطورة، وأيهما يمكن كسبه كحليف يُمثل مكسبًا كبيرًا. وعلى المدى البعيد، ضمنت أفعال إيفان الثاني وإنجازاته، (انتصاره على ثيودور ملك إبيروس وانحيازه المُطْلَق لصالح نيقية)، بقاء نيقية خليفة الدولة البيزنطية الأقدر على استعادة القسطنطينية. ولكن في النهاية أدى النفوذ البلغاري الذي حققه على كُل من صربيا وسالونيك إلى وفاته. وبعد وفاته، أثبتت الأجهزة التنفيذية البدائية التي تركها خلفه عدم كفاءتها وقدرتها على صد المحاولات المتتالية للاستيلاء على العرش من قبل الأقليات، وبالتالي شهدت البلاد فترة من الخسائر الإقليمية الجسيمة، حيث فقدت كُلًا من نيقية وإبيروس وهنغاريا عام 1246م، بالإضافة إلى وقوع بلغاريا في قبضة القبيلة الذهبية عام 1242م فأصبحت دولة تابعةً لها. وعلى الرغم من صعوبة القول والجزم بأنه كان من المستحيل حدوث مثل هذه التداعيات والتطورات الخطيرة في ظل وجود إيفان أسين الثاني إمبراطورًا لبلغاريا، إلا أنه من المؤكد أن الفضل ربما يرجع إليه في تمتع بلغاريا خلال فترة حكمه بعهد من الازدهار والسلام الداخلي واتساع النفوذ الخارجي خلال العصور الوسطى.

## وصلات خارجية
- Borders of Bulgaria during the reign of Ioan Asen II
- Detailed List of Bulgarian Rulers